# 維索科夫斯克
56°19′N 36°33′E / 56.317°N 36.550°E

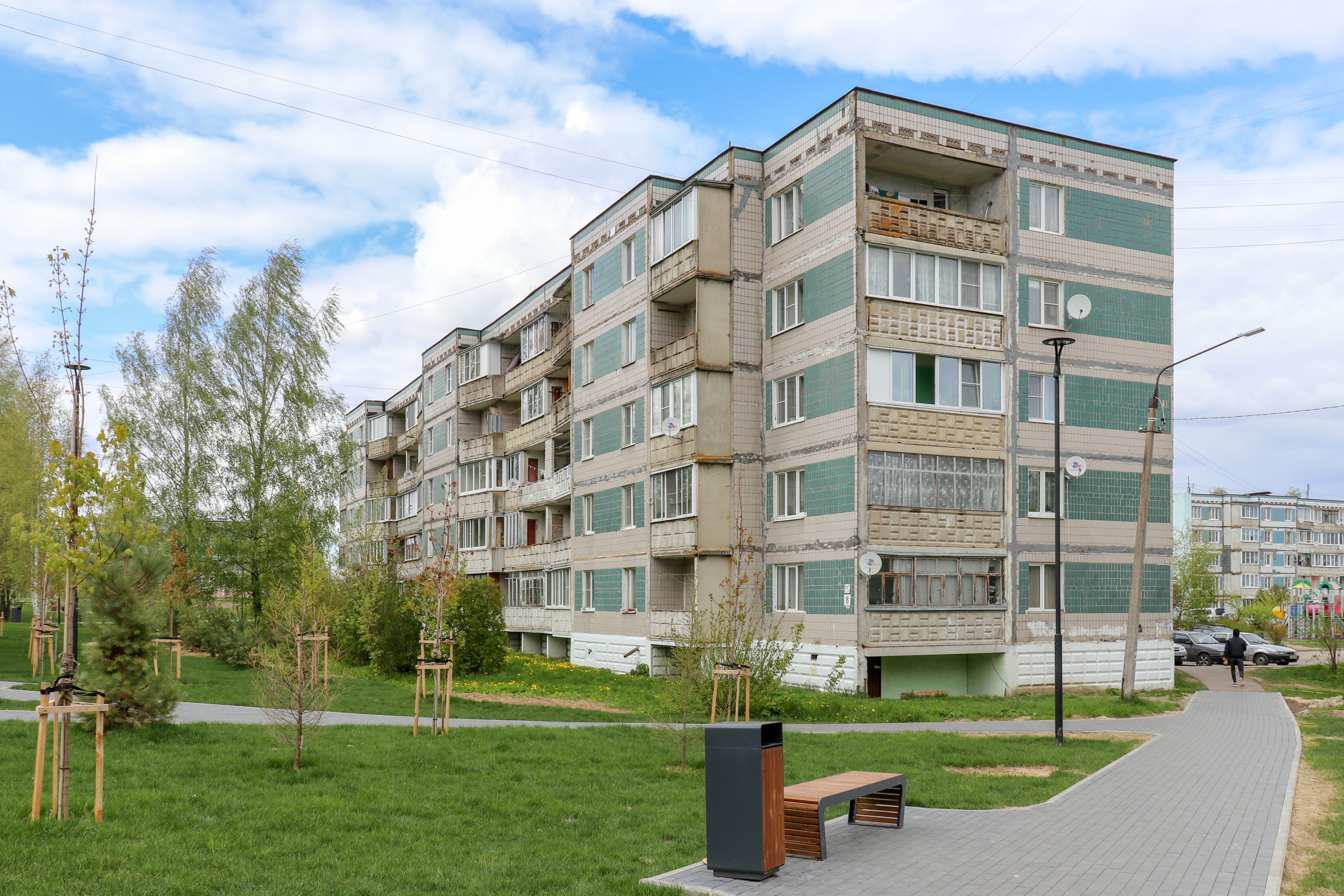
维索科夫斯克住宅

維索科夫斯克（俄语：Высо́ковск）是俄羅斯莫斯科州西北部的一個城市。位於莫斯科西北99公里。2002年時人口為10,950人。
1879年建立。1940年建市並改用現名。